# Spironolakton
Spironolakton je sintetski steroidni lakton koji građom sliči aldosteronu. Međutim, za razliku od aldosterona on je kompetitivni antagonist aldosterona i blokadom djelovanja aldosterona on pojačava izlučivanje natrija i u isto vrijeme smanjuje izlučivanje kalija. 
S obzirom na to da aldosteron, steroidni hormon nadbubrežne žlijezde, potiče zadržavanje natrija i izlučivanja kalija, spironolakton je najkorisniji kada se treba izbaciti višak natrija i vode, a da ne dođe do hipokalijemije, tj. u stanjima hipertenzije udružene s kongestivnim zatajenjem srca te pri nefrotskom sindromu i cirozi jetre. Aldosteron se u tijelu metabolizira u svoj aktivni metabolit, kanrenon koji djeluje i 9 sati pa zato spironolakton ima postepen i produžen učinak. Kanrenon ima svojstvo da pojačava snagu kontrakcije srčanog mišića, pa je ovo dodatno djelovanje izrazito korisno u pacijenata koji pate od hipertenzije s kongestivnim zatajenjem srca. Spironolakton je slab diuretik i uzrokuje izbacivanje samo 5% filtriranog natrija, no, primijenjen u kombinaciji s jakim diureticima, poput furosemida, on štiti od pretjeranog gubitka kalija.

## Primjena
Koristi se u slučajevima primarnog hiperaldosteronizma (povećana razina aldosterona), u liječenju edema, ciroze, nefrotskog sindroma, a pogotovo je koristan za liječenje hipertenzije udružene s kongestivnim zatajenjem srca. Koristi se u dnevnim dozama od 50 do 100 mg. 

## Nuspojave
Ne smije se davati pacijentima koji imaju oštećenu bubrežnu funkciju. Moguće nuspojave jesu hiperkalijemija, hiponatrijemija, reverzibilno povećanje razine ureje i kreatinina u krvi kod pacijenata s poremećenom funkcijom bubrega, hipotenzija kod pacijenata s niskim tlakom. Nažalost spironolakton je ujedno i blokator testosterona pa u muškaraca dolazi do povećanja grudi - ginekomastija. Spironolakton izaziva spolne nuspojave - mastodinija, hirzutizam, neredovite menstruacije, izostanak menstruacija, krvarenje u postmenopauzi, ginekomastija, povećanje osjetljivosti prsnih bradavica, nemogućnost postizanja i održavanja erekcije, promjene glasa. Također, mogu nastati i probavne te kožne smetnje.